# Auguste du Vergier de La Rochejaquelein

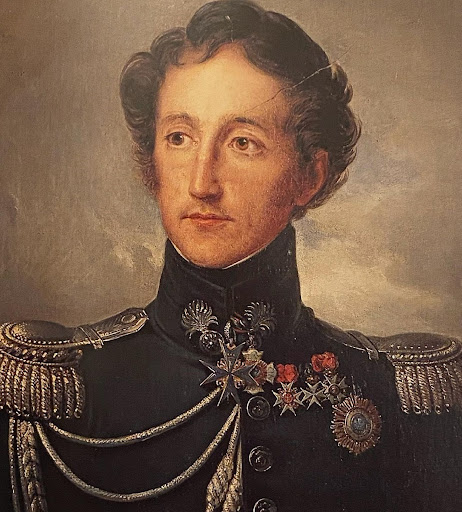
Auguste de La Rochejaquelein, Portrait von François-Josèphe Kinson, Anfang des 19. Jahrhunderts

Auguste du Vergier de La Rochejaquelein (* 17. April 1784 in La Jaudonnière, Poitou; † 21. November 1868 in Paris) war ein französischer Adliger und Militär. Er war als Royalist ein Anhänger des Königs Ludwig XVIII. und nahm 1815 führend am Aufstand der Vendée gegen Napoleon Bonaparte nach dessen erneuter Machtergreifung in Frankreich teil. Nach der endgültigen Restauration der Königsdynastie der Bourbonen im gleichen Jahr machte er während der Regierung Ludwigs XVIII. eine Militärkarriere und nahm unter anderem 1823 an der Französischen Invasion in Spanien teil. Nach der Julirevolution von 1830 verließ er den französischen Militärdienst.

## Leben

### Frühes Leben; Teilnahme an Napoleons Russlandfeldzug
Auguste du Vergier de La Rochejaquelein war der jüngste Bruder von Henri de La Rochejaquelein, der 1794 bei Kämpfen während der Französischen Revolution ums Leben kam. Gemeinsam mit seinem Vater wanderte Auguste de La Rochejaquelein in seiner Jugendzeit nach San Domingo aus und kehrte 1801 mit seinem Bruder Louis nach Frankreich zurück. Napoleon Bonaparte zwang ihn unter Androhung der Inhaftierung, 1809 als Leutnant der Kavallerie in seine Dienste zu treten. Er nahm 1812 an Napoleons Russlandfeldzug teil. In der Schlacht bei Borodino (7. September 1812) geriet er, mit vier schweren Wunden, in russische Gefangenschaft und wurde nach Saratow verbracht. Eine der Wunden entstellte sein Gesicht, was ihn den Spitznamen Balafré (d. h. „Narbengesicht“) einbrachte. Auf Ersuchen des Grafen von Provence (des späteren Königs Ludwig XVIII.) wurde er von den Russen schonend behandelt.

### Teilnahme im Aufstand der Vendée gegen Napoleon
Nach der ersten Restauration der Bourbonen (1814) kehrte Auguste de La Rochejaquelein nach Frankreich zurück und wurde Oberstleutnant in der Kompanie der Grenadiere zu Pferd in der königlichen Garde. Nachdem Napoleon im März 1815 wieder in Frankreich die Macht an sich gerissen und seine Herrschaft der Hundert Tage angetreten hatte, eilte La Rochejaquelein in die Vendée und schloss sich dort den Aufständischen gegen Napoleon an. Er traf am 23. März in Beaupréau ein, besprach sich mit den noch lebenden Anführern des früheren Aufstands der Vendée und versuchte den Herzog von Bourbon zur Ergreifung einer entschiedenen Haltung zu bestimmen. Dieser beauftragte ihn, auf Saumur zu marschieren und alle dort lagernde Munition zu beschlagnahmen, kapitulierte aber bald darauf und emigrierte nach Spanien.
Auguste de La Rochejaquelein blieb aber in der Vendée und wartete auf die Ankunft seines Bruders Louis aus England. Am 17. Mai 1815 besprach er mit dem General Simon Canuel den Marsch auf Cholet und besiegte am folgenden Tag im Gefecht bei Échaubrognes das 26. Linienregiment unter Oberst Marie Stanislas Prévost. Danach zog er mit seinen Truppen in Richtung der Meeresküste, um bei der erwarteten Landung der britischen Flotte Waffen zu holen. Freudig begrüßte er die Ernennung seines Bruders zum Oberbefehlshaber der königlichen Armee auf dem linken Loire-Ufer und übernahm das Kommando des vierten Armeekorps. Mit seinem Bruder traf er am 30. Mai in Soulans ein und schützte am 2. Juni bei Croix-de-Vie die Ausschiffung der Waffen von Bord einer britischen Flotte. Am 4. Juni nahm er an der Schlacht von Mathes teil, in der sein Bruder Louis fiel. Er selbst wurde am Knie verwundet und sein Pferd unter ihm getötet.
Um die Erhebung nicht scheitern zu lassen, unterdrückte Auguste de La Rochejaquelein seinen Groll gegen den General Pierre Constant de Suzannet (der seinem Bruder Louis nach Friedensgesprächen mit Unterhändlern Napoleons in einer Erklärung den Gehorsam aufgekündigt hatte) und lehnte die Übernahme des Oberbefehls für die weiteren Kämpfe gegen die napoleonischen Truppen ab. Stattdessen gab er am 10. Juni 1815 in Montfaucon seine Stimme dem General Charles Sapinaud de La Rairie, der ihn zu seinem Generalstabschef machte. Er verwarf den Friedensvertrag vom 7. Juni, den Napoleon anbot, eilte nach Saint-Aubin-de-Baubigné, von da nach Thouars, und am 18. Juni waren alle Streitkräfte der Vendée in Bewegung. La Rochejaqueleins Handstreich auf Thouars misslang; und als er die Stadt besetzen konnte, waren die Kassen, auf die er es abgesehen hatte, leer. Seine weiteren Bewegungen gegen die napoleonischen Truppen brachten keinen Vorteil; gegenüber weit stärkeren gegnerischen Streitkräften und dem unglücklichen Ausgang der Schlacht von Rocheservière (18./19. Juni 1815) war seine Stellung unhaltbar. Ein dreitägiger Waffenstillstand wurde unterzeichnet, und La Rochejaquelein erschien am 24. Juni 1815 in La Tessoualle, wo die Führer des Vendée-Aufstands sich bezüglich der weiteren militärischen Operationen besprachen. Er trat entschieden für das Abweisen jeder Vereinbarung mit Napoleon und die Fortsetzung des Kriegs ein, wurde jedoch überstimmt und unterzeichnete das Abkommen mit Napoleon, als plötzlich die Nachricht von Napoleons Sturz nach dessen Niederlage in der Schlacht bei Waterloo eine völlig veränderte Situation bewirkte.

### Rolle während der Restauration der Bourbonen
Ludwig XVIII. ernannte seinen treuen Gefolgsmann La Rochejaquelein am 9. September 1815 zum Ritter des Ordens vom Heiligen Ludwig und zum Oberst des ersten Grenadierregiments zu Pferd der königlichen Garde sowie am 19. Juli 1818 zum Maréchal de camp. La Rochejaquelein heiratete am 14. September 1819 Claire Louise Augustine Félicité Maclovie, Tochter des Herzogs von Duras, deren erster Gatte Charles Léopold Henri de La Trémoille, Prinz von Talmont, gewesen war. 1823 machte er die Französische Invasion in Spanien mit, die ihm den Stern des Sankt-Ferdinand-Ordens eintrug. Am 25. Juli 1823 wurde er zum Kommandeur der Ehrenlegion und im Oktober 1823 zum Kommandanten der Kürassiere der königlichen Garde ernannt. 1828 nahm er auf Seite der Russen an deren Krieg gegen das Osmanische Reich teil. Infolge der Julirevolution von 1830 trat er aus dem französischen Heer aus.

### Späteres Leben und Tod
An der von der Herzogin von Berry veranlassten Erhebung in der Vendée von 1831/32 beteiligte sich die Gemahlin von La Rochejaquelein mehr als er selbst. Sie feuerte Ritter, Priester und Bauern der Bretagne zum Aufstand an und sandte Bernier de Maligny zu ihrem Gatten nach Den Haag; doch dieser missbilligte die Überstürzung der Royalisten. Auf ihren Wanderungen wurde La Rochejaqueleins Gattin durch einen Bajonett-Stoß verwundet und versteckte sich, um der Verhaftung zu entgehen. Aus ihrem Asyl spornte sie die Herzogin von Berry zum Bürgerkrieg an, sandte Maligny zu ihr nach Les Mesliers und wirkte eifrig im Bocage für ihre Sache. Sie organisierte mit Maligny und anderen Getreuen das Armeekorps, das ihr Gemahl führen sollte, und durchstreifte das Land, während ein Haftbefehl gegen sie bestand. La Rochejaquelein kaufte in Holland Waffen und Munition und wollte damit in der Vendée erscheinen, als die dortige Erhebung zusammenbrach. Er wurde angeklagt, an den Unruhen maßgeblich beteiligt gewesen zu sein, und 1833 wegen Hochverrats in Abwesenheit zum Tod verurteilt. 1835 stellte er sich dem Gerichtshof in Versailles und wies seine Unschuld so überzeugend nach, dass der zu seiner Verteidigung berufene Advokat Philippe Dupin nicht für ihn zu sprechen brauchte. Vom öffentlichen Leben zurückgezogen, starb La Rochejaquelein am 21. November 1868 im Alter von 84 Jahren in Paris. An der Seite seiner beiden Brüder wurde er in der Kirche von Saint-Aubin-de-Baubigny im Département Deux-Sèvres beigesetzt.